# Глазова Олександра Павлівна
Олександра Павлівна Глазова — український педагог, доцент. Авторка шкільних підручників з української мови.

## Життєпис
Закінчила факультет української мови та літератури Київського державного педагогічного інституту ім. Горького. У 1972−1991 роках працювала вчителькою української мови та літератури у середній школі міста Києва.
З 1991 року — на посаді доцента Київського міжрегіонального інституту удосконалення вчителів. З 2002 року обіймала посаду завідувача кафедри методики навчання української мови. З 2007 року — заступник директора Інституту післядипломної педагогічної освіти (ІППО) Київського міського педагогічного університету ім. Б. Д. Грінченка з науково-методичної роботи. З 2014 — доцент кафедри методики мов і літератури.
Кандидат педагогічних наук. Тема дисертації — «Перспективність і наступність у формуванні текстотворчих умінь в учнів початкових і 5 класів загальноосвітньої школи» (1999).
З 2006 року — головний редактор газети для вчителів української мови «Методичні діалоги». З 2010 року — журналу «Методичні діалоги – журнал для вчителів української мови та літератури» Видавничого дому «Освіта».

## Творчий доробок
Автор понад 250 методичних публікацій у фахових виданнях. Автор понад 50 навчально-методичних посібників для вчителів та учнів.
У співавторстві з Юрієм Борисовичем Кузнецовим створила підручники «Українська мова» для 5, 6, 7, 8, 9, 10 класів загальноосвітніх навчальних закладів, що стали переможцями Всеукраїнських конкурсів підручників 2005−2012 років. Автор підручників «Українська мова» для 5, 6, 7 класів — переможців Всеукраїнського конкурсу підручників 2013, 2014, 2015 років.
Брала участь у розробці концепції Зовнішнього тестування з української мови, у 2004-2005 роках була експертом з української мови Центру тестових технологій (проєкт, створений Міжнародним фондом «Відродження», що реалізувався у співпраці з Міністерством освіти і науки України). Співавтор Інформаційних матеріалів для зовнішнього оцінювання з української мови 2004, 2005, 2006, 2007 років. 
Склала (у співавторстві з Юрієм Кузнецовим) програми факультативних курсів «Лексика української мови» (для 7 класу), «Українська фразеологія» (для 8 класу), «Основи риторики» (для 10 (11) класу).
Член редакційної ради науково-методичного журналу «Українська мова й література в середніх школах, гімназіях, ліцеях і колегіумах» видавництва «Педагогічна преса».